# Colíder (gemeente)
Colíder is een gemeente in de Braziliaanse deelstaat Mato Grosso. De gemeente telt 32.096 inwoners (schatting 2009).